# غيليس مارشان
غيليس مارشان (بالفرنسية: Gilles Marchand)‏ هو كاتب سيناريو ومخرج فرنسي، ولد في 18 يونيو 1963 في مارسيليا في فرنسا.

## وصلات خارجية
- غيليس مارشان على موقع IMDb (الإنجليزية)
- غيليس مارشان على موقع ألو سيني (الفرنسية)
- غيليس مارشان على موقع أول موفي (الإنجليزية)
- غيليس مارشان على موقع قاعدة بيانات الأفلام السويدية (السويدية)
- غيليس مارشان على موقع قاعدة بيانات الفيلم (الإنجليزية)
- غيليس مارشان على موقع كينوبويسك (الروسية)